# Rio Essonne
O rio Essonne é um rio localizado nos departamentos de Loiret, Essonne (ao qual dá nome) e Seine-et-Marne, na região de Île-de-France, no centro norte da França. É afluente do rio Sena pela sua margem esquerda. 
Nasce no planalto de Gâtinais em La Neuville-sur-Essonne pela confluência de dois riachos, o Œuf, que nasce perto de Chilleurs-aux-Bois (Loiret) a 130 m de altitude) e o Rimarde, que nasce perto de Nibelle (Loiret) a 182 m de altitude. Banha Malesherbes, La Ferté-Alais e Corbeil-Essonnes, onde se junta ao rio Sena.
Ao longo do seu percurso atravessa sucessivamente as seguintes comunas:

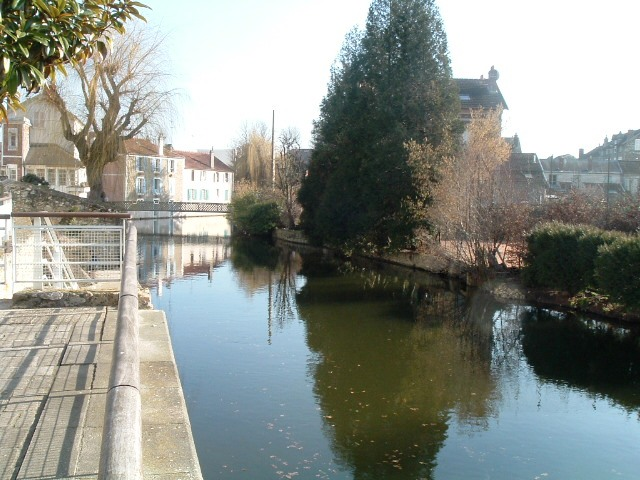
O rio Essonne em Corbeil-Essonnes

Departamento de Loiret
La Neuville-sur-Essonne ~ Aulnay-la-Rivière ~ Ondreville-sur-Essonne ~ Briarres-sur-Essonne ~  Dimancheville ~ Orville ~ Augerville-la-Rivière
Departamento de Seine-et-Marne
Boulancourt ~ Buthiers
Departamento de Loiret
Malesherbes
Departamento de Seine-et-Marne
Nanteau-sur-Essonne
Departamento de Essonne
Boigneville ~ Prunay-sur-Essonne ~ Buno-Bonnevaux ~ Gironville-sur-Essonne ~ Maisse ~ Courdimanche-sur-Essonne ~ Boutigny-sur-Essonne ~ Vayres-sur-Essonne ~ Guigneville-sur-Essonne ~ La Ferté-Alais ~ Baulne ~ Itteville ~ Ballancourt-sur-Essonne ~ Vert-le-Petit ~ Fontenay-le-Vicomte ~ Écharcon ~ Mennecy ~ Lisses ~ Ormoy ~ Villabé ~ Corbeil-Essonnes